# بیریان
بیریان (به مجاری:  Birján) یک منطقهٔ مسکونی در مجارستان است که در ناحیه پچ واقع شده‌است.